# Штайнах (Баварія)
Штайнах (нім. Steinach) — громада в Німеччині, розташована в землі Баварія. Підпорядковується адміністративному округу Нижня Баварія. Входить до складу району Штраубінг-Боген.
Площа — 23,08 км2. Населення становить 3199 ос. (станом на 31 грудня 2020).